# Chrysolina petitpierrei
Chrysolina petitpierrei é uma espécie de artrópode pertencente à família Chrysomelidae.